# 少花黄瓜菜
少花黄瓜菜（学名：Paraixeris chelidonifolia）为菊科黄瓜菜属下的一个种。

## 扩展阅读
- 維基物種上的相關：少花黄瓜菜